# 施樂伯
羅伯特·安東尼·斯卡拉皮諾（英語：Robert Anthony Scalapino，1919年10月19日—2011年11月1日），漢文名施樂伯，生於美國堪薩斯州利文沃思（Leavenworth），美國著名漢學家與政治學者，專長在於東亞政治與外交。他是美中關係全國委員會（National Committee on United States – China Relations）的創辦者與主席。

## 生平
1959年，美國參議院發表《康隆報告》（The Conlon Report），施樂伯是東北亞章節的主筆，他主張美國應與中華人民共和國發展正常外交關係。1984年訪問亞洲，並於台北發表學術演講。